# Хутор № 12
№ 12 — хутор в Исилькульском районе Омской области. Входит в состав Солнцевского сельского поселения.

## История
Основан в 1913 году. В 1928 году хутор Тишково состоял из 24 хозяйств, основное население — русские. В административном отношении находился в составе Солнцевского сельсовета Исилькульского района Омского округа Сибирского края.

## Население
| 1926 | 2002 | 2010 |
| ---- | ---- | ---- |
| 138  | ↗217 | →217 |

### Национальный состав
Согласно результатам переписи 2002 года, в национальной структуре населения русские составляли 93 % из 217 чел.